# Holcocephala pardalina
Holcocephala pardalina là một loài ruồi trong họ Asilidae. Holcocephala pardalina được Hermann miêu tả năm 1924. Loài này phân bố ở vùng Tân nhiệt đới.